# Тинки (Матера)
Тинки (итал. Tinchi) је насеље у Италији у округу Матера, региону Базиликата.
Према процени из 2011. у насељу је живело 472 становника. Насеље се налази на надморској висини од 135 м.